# Taromai
Taromai (他魯毎, Okinawaïen : Taromii ou Tarumii) (mort en 1429) est le cinquième et dernier souverain du royaume de Nanzan dans l'ile d'Okinawa.

## Biographie
Les détails relatifs à la naissance de Taromai sont inconnus et plusieurs théories existent à ce sujet. Selon le Kyūyō, histoire officielle compilée par les fonctionnaires du royaume de Ryūkyū, Taromai est le fils ainé d'Ououso, précédent roi de Nanzan.
Taromai reçoit l'agrément des fonctionnaires de la dynastie Ming de Chine en 1415, et y envoie des missions d'hommage à huit reprises durant son court règne.
Nanzan est envahi et conquis par le royaume de Chūzan  au nord en 1429, ce qui marque l'unification de l'île d'Okinawa, et l'émergence d'un royaume de Ryūkyū unique. Selon certaines sources, la chute de Taromai est la conséquence d'une perte de soutien populaire parmi les paysans, après que Taromai a échangé avec avidité une source de Chūzan (c'est-à-dire une précieuse source d'eau douce) pour une clôture peinte en or,. L'historien George H. Kerr note que les querelles de succession entre les héritiers de Taromai sont perçues comme un signe de faiblesse par Shō Hashi, roi de Chūzan, et comme une occasion de prendre le contrôle du royaume.

## Source de la traduction
- (en) Cet article est partiellement ou en totalité issu de l’article de Wikipédia en anglais intitulé « Taromai » (voir la liste des auteurs).